# Абайски район
Абайски район (на казахски: Абай ауданы) е съставна част на Карагандинска област, Казахстан, с обща площ 6723 км2 и население 58 957 души (по приблизителна оценка към 1 януари 2020 г.).
Административен център е град Абай.